# Энтомофауна Волгоградской области
Энтомофауна Волгоградской области - это совокупность разнообразных насекомых, обитающих на территории Волгоградской области. По данным 1995 года включает более 10 000 видов, относящихся к 26 отрядам.  По состоянию на 2012 год 59 из них занесены в Красную книгу Волгоградской области.

## Крылатые(Pterygota)

### Насекомые с неполным превращением(Hemimetabola)
- Фауна стрекоз Волгоградской области насчитывает не менее 30 видов[1]. Два из них занесены в Красную книгу Волгоградской области.

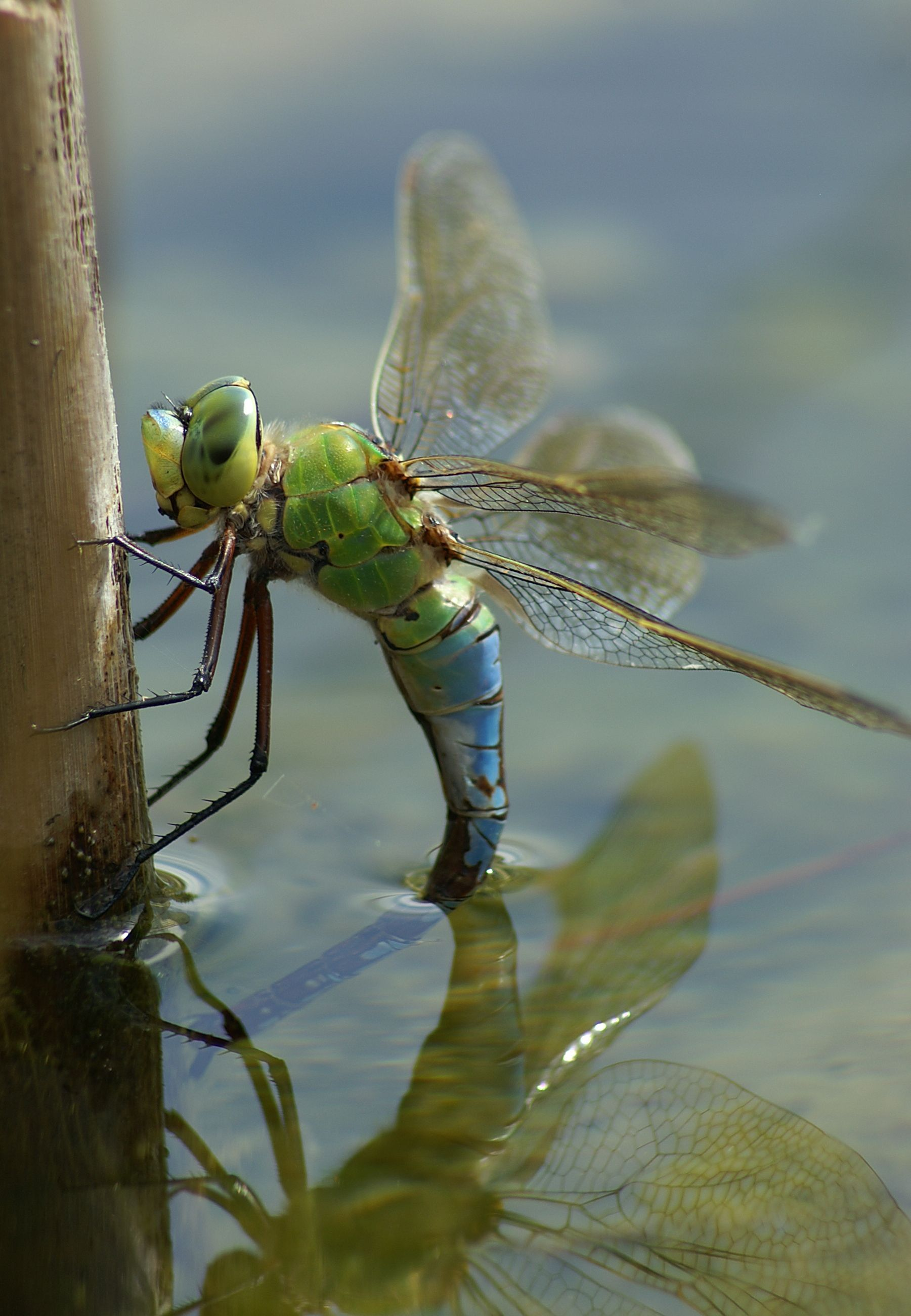
Дозорщик-император

- Отряд таракановых на территории региона представлен рыжим тараканом[2] (Blattella germanica).
- Фауна богомоловых представлена на территории региона всего несколькими видами среди которых наиболее обычен богомол обыкновенный (см. Список богомолов (Mantodea) Волгоградской области)

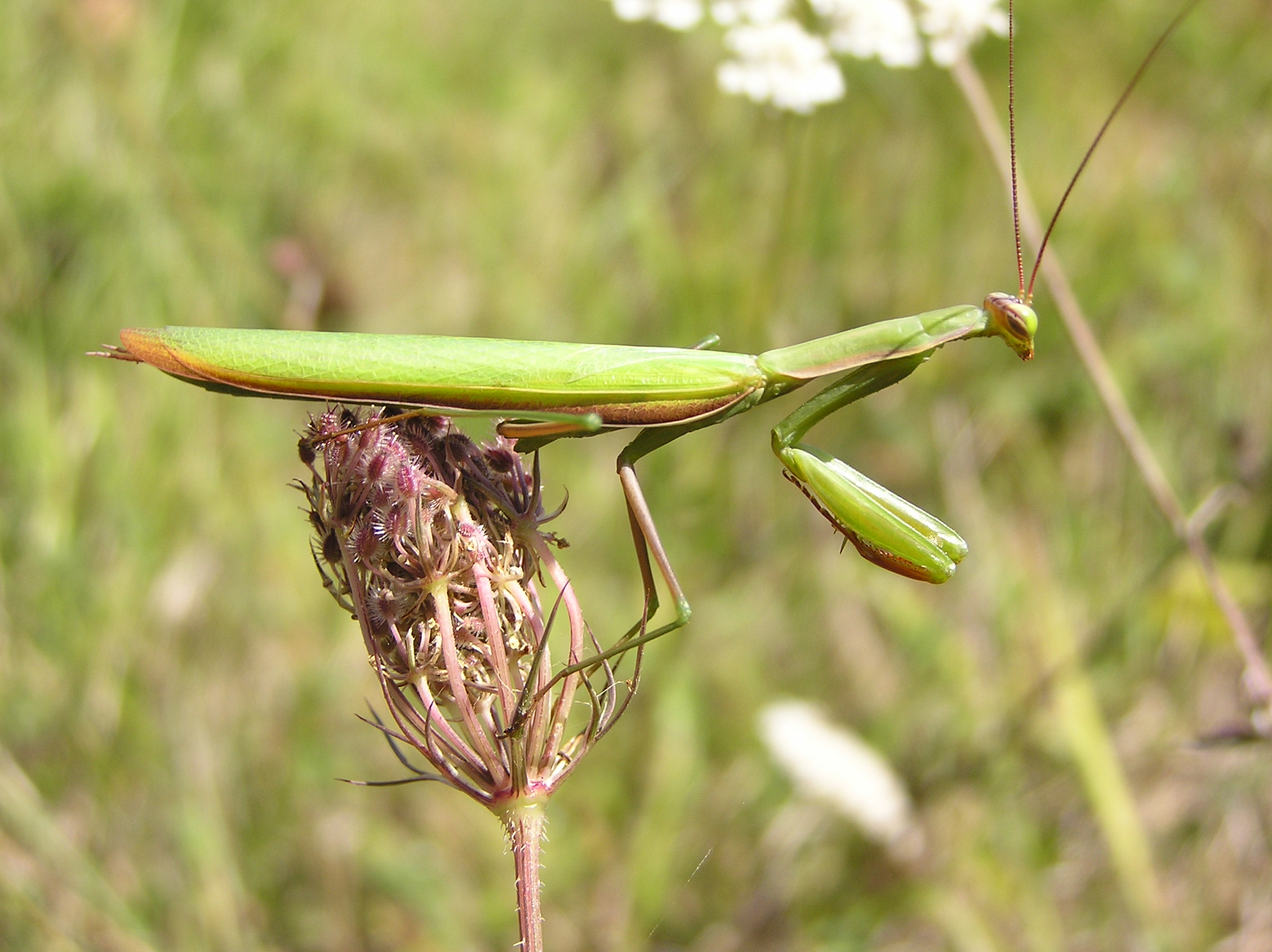
Богомол обыкновенный
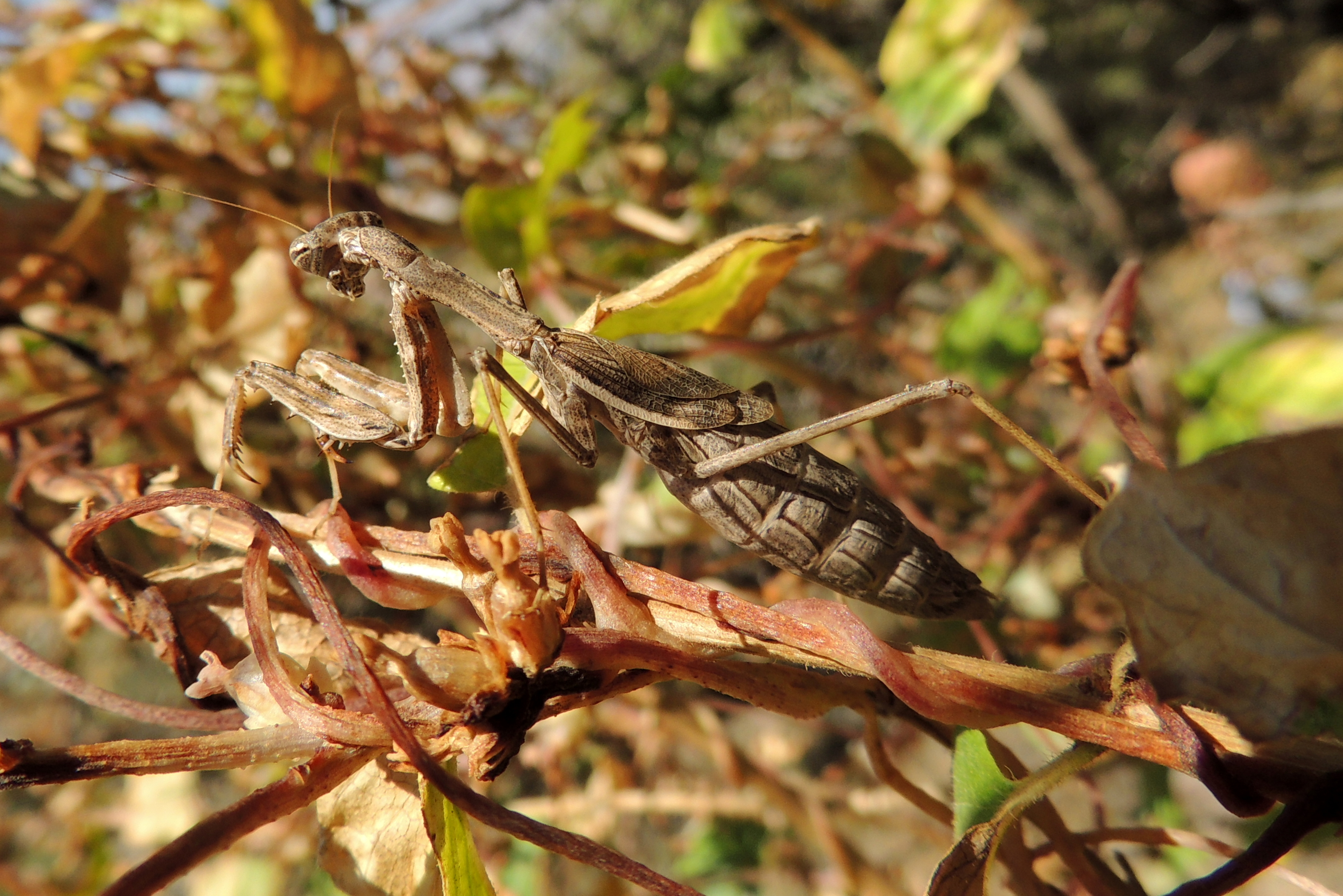
Боливария полынная

- Фауна полужесткокрылых, только в окрестностях Волгограда включает свыше 100 видов.[3]

### Насекомые с полным превращением(Endopterygota)

#### Новокрылые(Neoptera)

##### Жесткокрылые (Coleoptera)
- Фауна жесткокрылых (Coleoptera) Волгоградской области насчитывает свыше 800 видов, относящихся более чем к 60 семействам. Только для фауны жесткокрылых Приэльтонья на 2001 год было определено 826 видов, относящихся к 62 семействам.[4] Двадцать два вида включены в Красную книгу региона.
- Надсемейство плотоядных жуков (Adephaga) представлено семействами плавунцовых (Dytiscidae) (около 89 видов[5]),толстоусов (Noteridae) (два вида[5]), жужелиц (Carabidae) (свыше 400 видов[6]),

Обычные виды
- Жужелицы (Carabidae)
  - Скакун германский (Cylindera germanica)[6]
  - Скакун-межняк (Cicindela hybrida)[6]
  - Скакун полевой (Cicindela campestris)[6]

Надсемейство Разноядные жуки (Polyphaga) жуки включает такие семейства как влаголюбы (Hydrochidae) (как минимум 2 вида), водолюбы (Hydrophilidae) (в искусственных водоёмах Волгограда и окрестных территорий обитает около 19 видов), стафилиниды (Staphylinidae) (свыше 300 видов), усачи(Cerambycidae) (более 60 видов), долгоносики (Curculionidae)-70 видов, листоеды (Chrysomelidae)-свыше 100 видов.

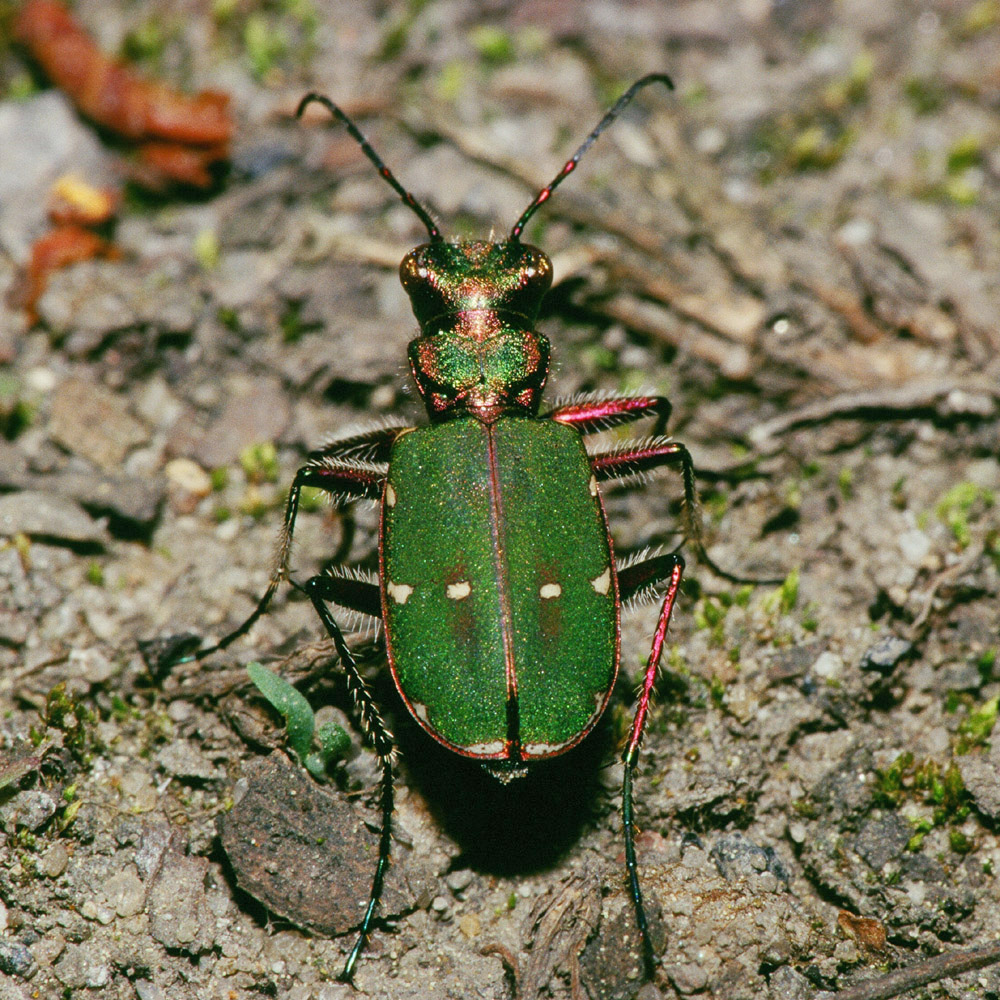
Скакун полевой
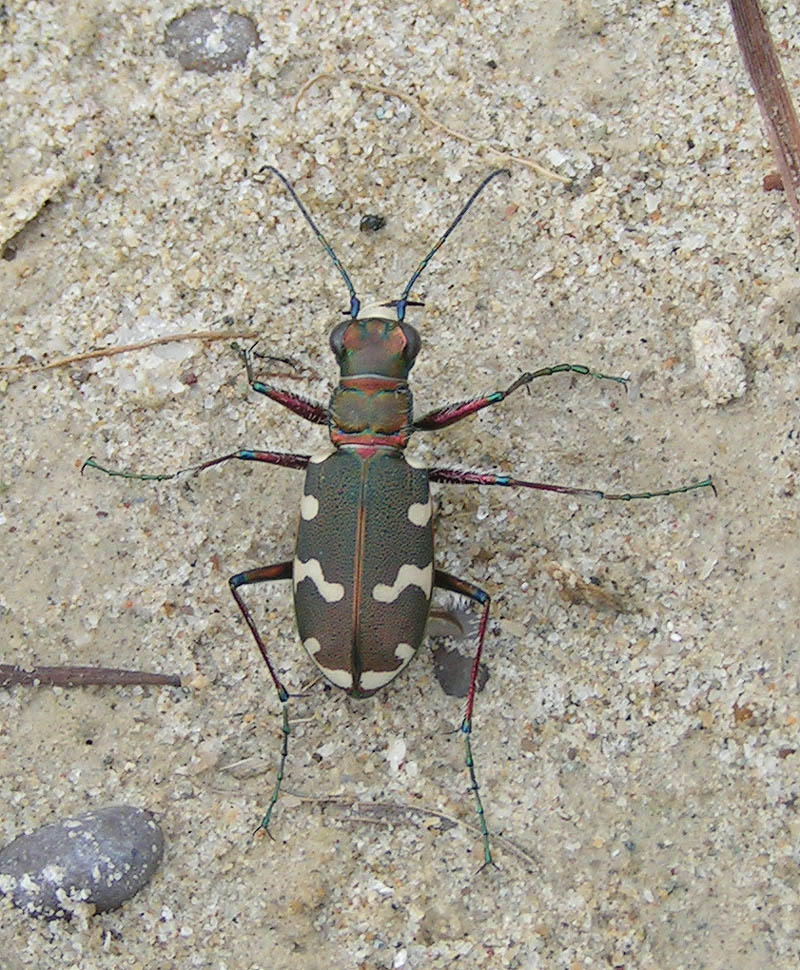
Скакун-межняк

Обычные виды:
- Водолюбы (Hydrophilidae)
  - Berosus signaticollis[7]
  - Helochares obscurus[7]
  - Hydrobius fuscipes[7]
- Влаголюбы (Hydrochidae)
  - Hydrochus carinatus[7]
- Стафилиниды (Staphylinidae)
  - Oxytelus piceus [8]
  - Paederus fuscipes [8]

- Скакун полевой
- Скакун-межняк

##### Перепончатокрылые(Hymenoptera)
Фауна перепончатокрылых (Hymenoptera) региона включает несколько тысяч видов из которых наиболее изучены пчёлы (Anthophila) (свыше 500 видов). Девять видов занесены в Красную книгу региона.

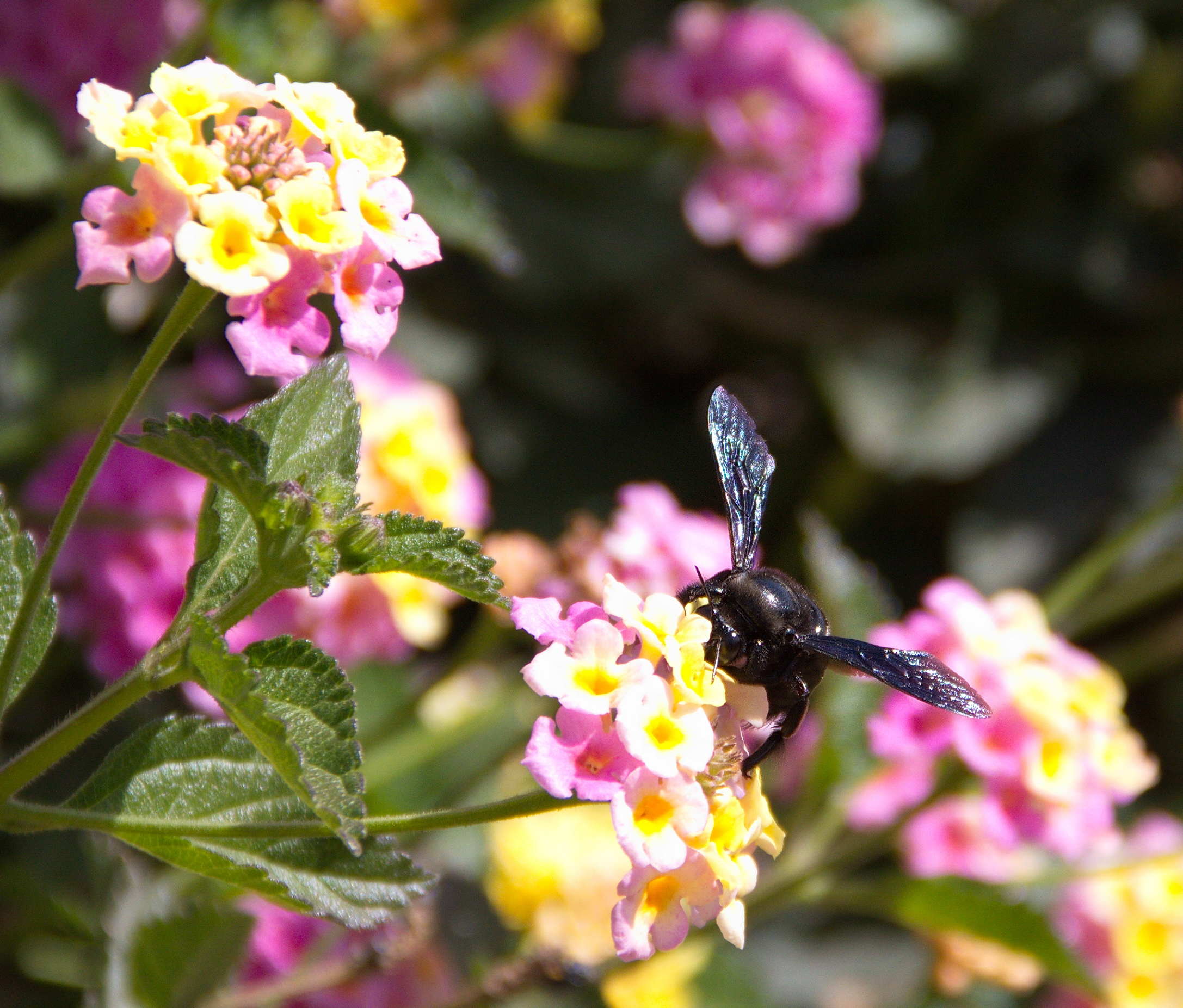
Пчела-плотник

##### Чешуекрылые(Lepidptera)
Фауна чешуекрылых Волгоградской области включает свыше 1000 видов. Из них 24 занесены в Красную книгу региона.

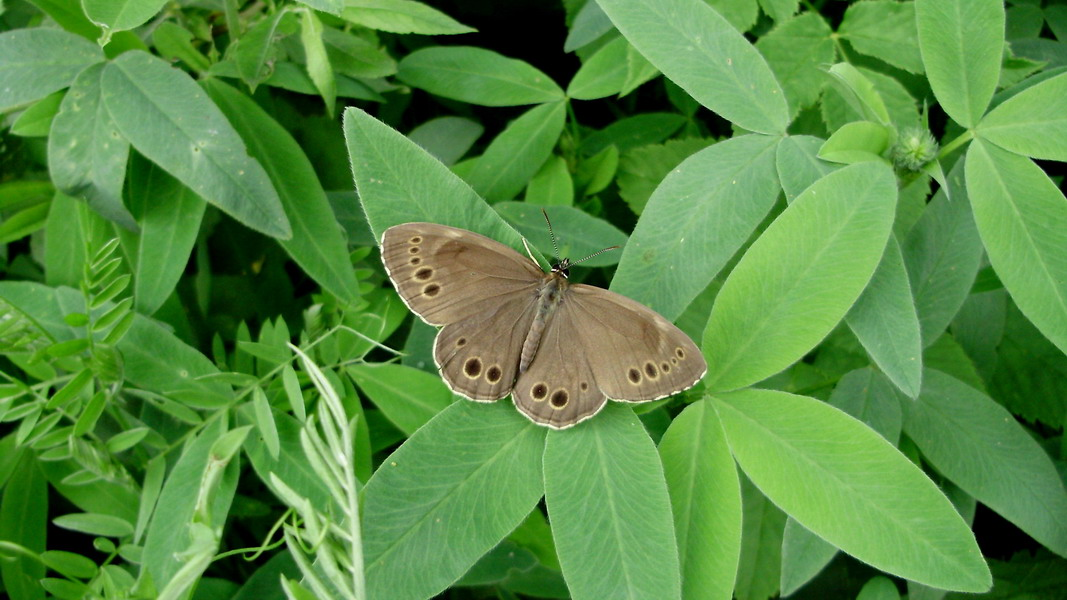
Краеглазка ахина
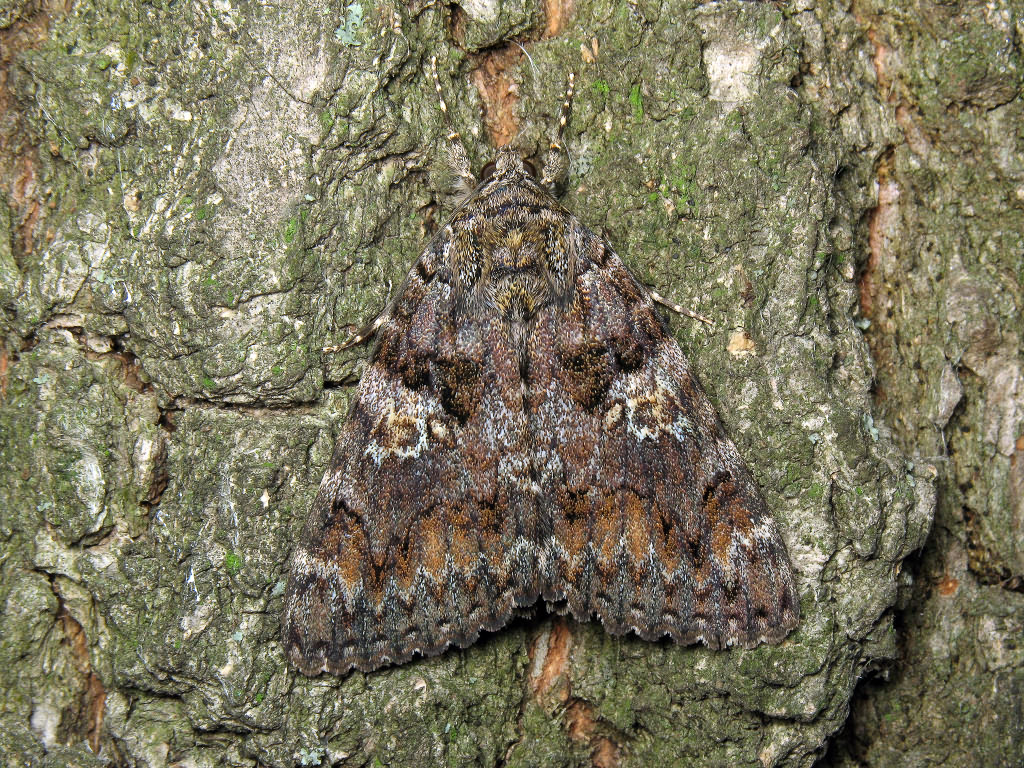
Малиновая орденская лента
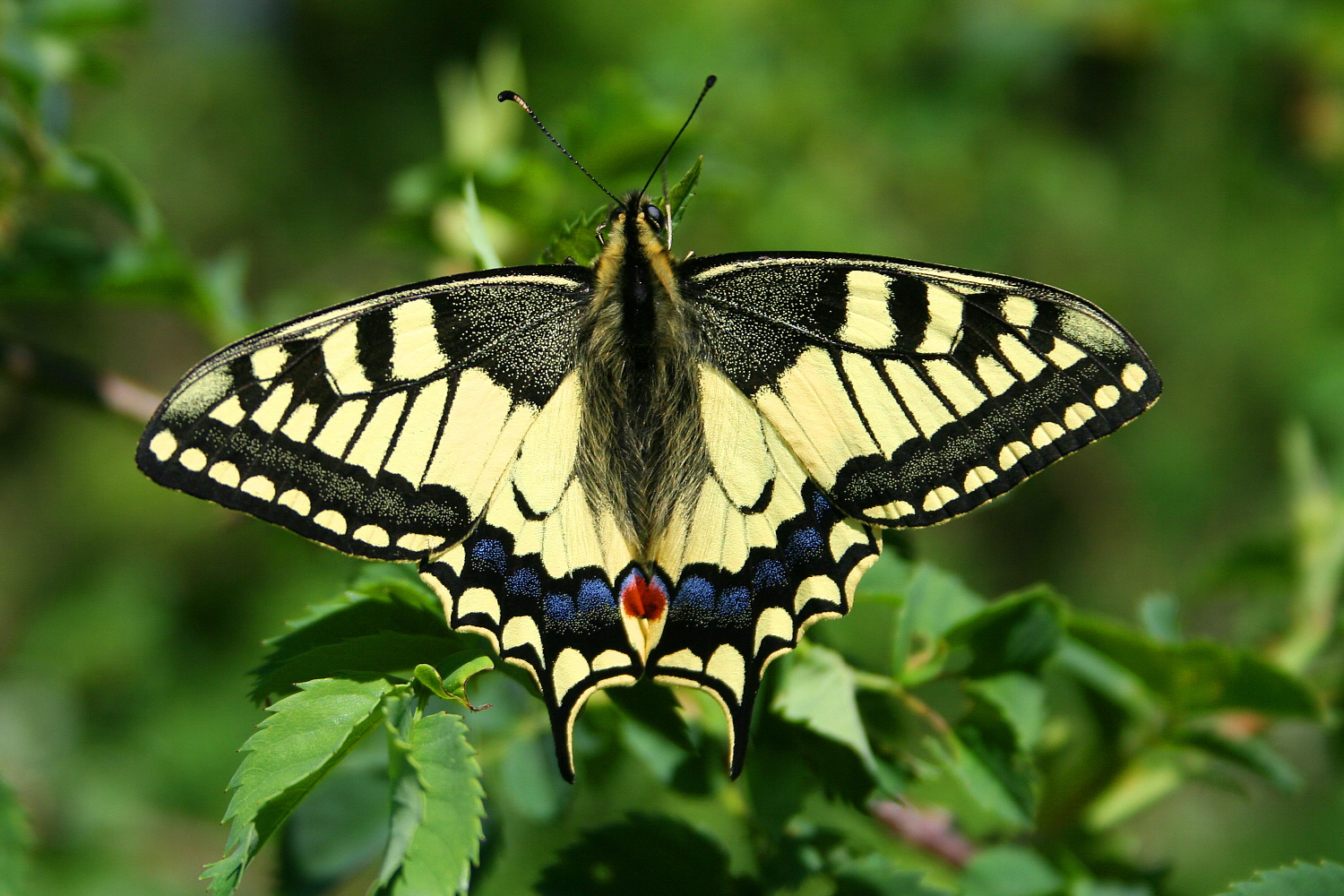
Махаон

По всей территории области в местах близ лежащих к поймам рек и в них самих, склонах балок, западин, степных блюдцев, лиманов можно встретить бабочницу некоторые интересный окрас, в центральных и южных районах области в тех же местах можно иногда столкнуться с представителем москитов.

## Меры охраны
В Красную книгу Волгоградской области по состоянию на 2012 год занесены 59 видов.
В перечень животных, являющихся объектами мониторинга на территории Волгоградской области (по состоянию на 2012 год) включены 17 видов насекомых.
- Плавт летний (Aphelocheirus aestivalis)
- Красотка блестящая (Calopteryx splendens)
- Богомол пятнистокрылый (Iris polystictica)
- Эмпуза перистоусая (Empusa pennicornis)
- Жужелица решетчатая (Garabus cancellatus)
- Жужелица золотоямчатая (Garabus clathratus)
- Восковик девятиточечный (Gnorimus octopunctatus)
- Усач-неполнокрыл большой (Necydalis major)
- Сколия степная (Scolia hirta)
- Шмель лезус (Bombus laesus)
- Шмель глинистый (Bombus argillaceus)
- Ксилокопа фиолетовая (Xylocopa violaceae)
- Лиометопум европейский (Liometopum microcephalum)
- Голубянка эвфем (Maculinea telejus)
- Голубянка Ребеля (Maculinea rebeli)
- Бархатница персефона (Chazara persephone)
- Пестрянка черноточечная (Zygaena laeta)

## История изучения
Первые сведения об энтомофауне региона были собраны Петером Симоном Палласом.